# Jacob Bursell
Claes Jacob Bursell, född 15 juni 1980 i Danderyd, är en svensk journalist, författare och radioproducent.

## Biografi
Bursell har tillsammans med Carolina Neurath som anställda på Svenska Dagbladet vunnit Guldspaden 2011 för  reportaget Revisorerna 2010 om svenska revisionsbranschen. Motiveringen för priset Guldspaden 2011 löd:
| ” | För en granskning som öppnat dörren till en för de flesta okänd värld där landets ledande revisorer sitter på dubbla stolar, har skaffat sig högre inkomster än många börsdirektörer och blivit ett skattefrälse. | „ |

Bursell lämnade tidningen 2014 och har sedan övergått till att producera poddradio, bland annat ekonomipodden Kapitalet.